# Paromenia falcata
Paromenia falcata är en insektsart som beskrevs av Young 1977. Paromenia falcata ingår i släktet Paromenia och familjen dvärgstritar. Inga underarter finns listade i Catalogue of Life.